# Napnyugta

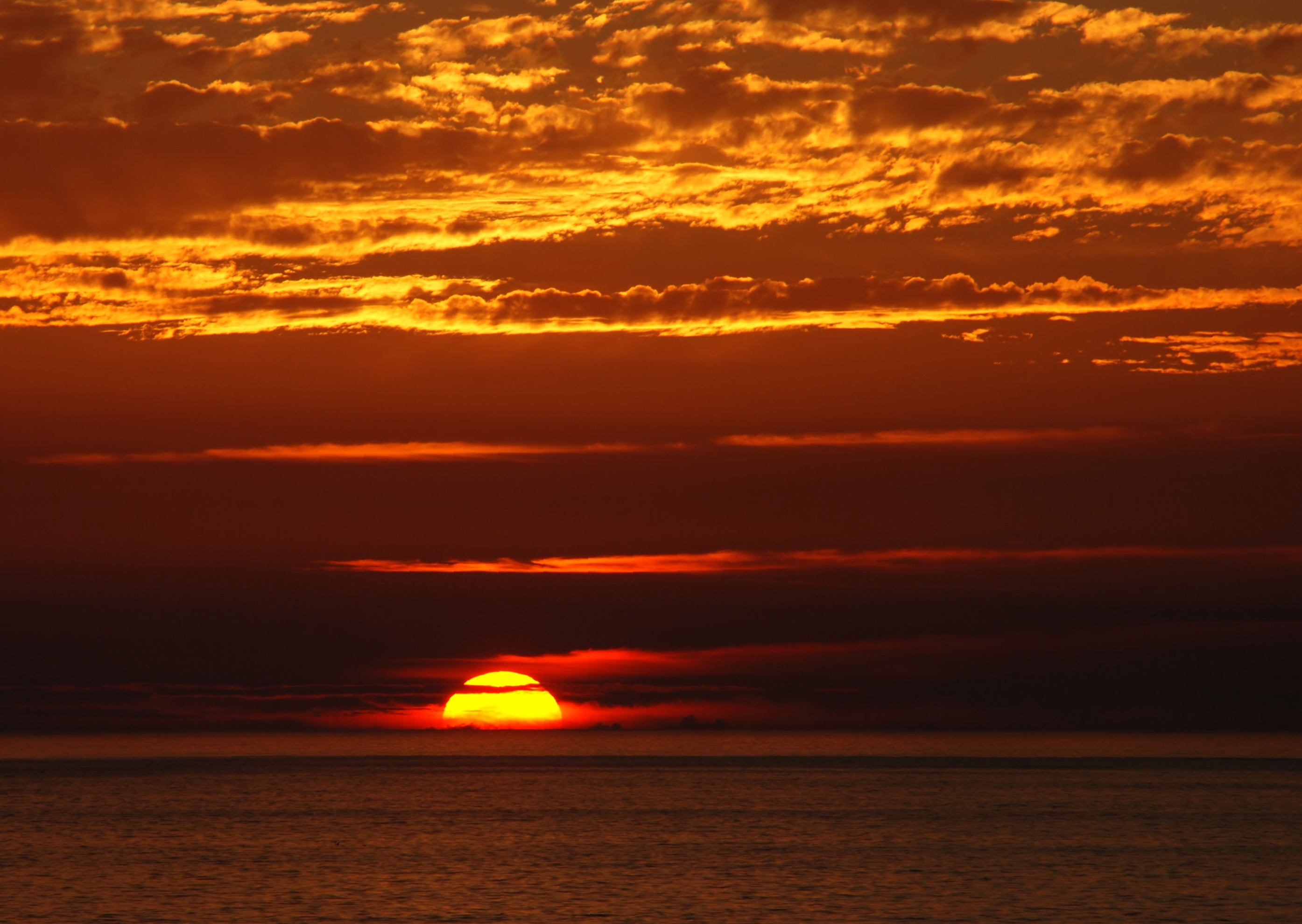
A napnyugtát megelőző pillanat az Atlanti-óceán partján, Porto Covo, Portugália

Napnyugtának vagy naplementének nevezzük azt a napi rendszerességgel lejátszódó jelenséget, mely során a Föld forgásának következtében a Nap eltűnik a nyugati horizonton. Az asztronómia tudománya szerint a napnyugta az a pillanat, amikor a napkorong legfelsőbb része is eltűnik a látóhatár alatt.
A Napból érkező sugarak az atmoszférában fénytörést szenvednek, ezért mikor a Napot lenyugodni látjuk, az valójában már egy napátmérőnyivel a horizont alatt található.
Szürkületnek a napnyugtától a teljes besötétedésig tartó időszakot nevezzük. A szürkület vége és az éjszaka kezdete az az időpont, mikor a Nap már 18°-kal a látóhatár alatt van.
Az északi sarkkörtől északra, ill. a déli sarkkörtől délre a naplemente nem következik be napi rendszerességgel, csupán évente egyszer a hat hónapig tartó sarki nappal és a sarki éjszaka váltakozásakor.
A napnyugta következtében különleges légköri állapotok alakulnak ki, akárcsak a napkorong és a környező égbolt narancssárga színezettsége.

## A napnyugta időpontja és lejátszódásának folyamata
A napnyugta időpontja változik az év folyamán. Függ a földi szemlélő földrajzi helyzetétől is, tekintettel a szélességi fokokra és a tengerszint feletti magasságra.
Tavasszal a nappalok egyre hosszabbodnak, és a napnyugta időpontja kitolódik. A legkésőbbi napnyugta az északi féltekén a szemlélő pozíciójától függően június végén, ill. július elején következik be. A legkorábbi napnyugta szintén nem pontosan a téli napfordulókor van, hanem legkevesebb két héttel hamarabb, ismét a megfigyelő pozíciójától függően. Az északi féltekén ez az időpont általában november végére vagy december elejére esik.
A déli féltekén ugyanezek a jelenségek játszódnak le, csak a dátumok különbözőek: a legkorábbi napnyugta pár héttel június 21-e előtt, a legkésőbbi pedig nem sokkal december 21-e után következik be.
Az Egyenlítőn és környékén a napnyugta időpontja az év folyamán csupán pár percet mozog oda-vissza a szoláris dél időpontjával együtt. Ezeket a mozgásokat az analemma grafikon írja le.
A napkorong függetlenül a megfigyelő helyzetétől a márciusitól a szeptemberi napéjegyenlőségig az égbolt északnyugati részén, a szeptemberitől a márciusi napéjegyenlőségig pedig az égbolt délnyugati részén nyugszik le. Napéjegyenlőségkor az összes földi megfigyelő számára a Nap pontosan nyugaton nyugszik.
Mivel a napkelte és a napnyugta időpontja az a pillanat, amikor a napkorong felső része (nem pedig a középső) megjelenik, ill. eltűnik, a nappal még napéjegyenlőségkor is mintegy 10 perccel hosszabb, mint az éjszaka. Ehhez hozzájárul az is, hogy mikor a Nap már valójában lenyugodott, a refrakció következtében még mindig a látóhatár felett található.
A refrakció optikailag megváltoztatja a lenyugvó Nap alakját is. A napkorong alsó részéről érkező sugarak nagyobb mértékben megtörnek, a napkorong képe ezért torzul, magassága látszólag csökken, szélessége azonban nem változik. Az optikai illúziónak tulajdonítható az is, hogy a lenyugvó Nap mérete látszólag nagyobb, mint bármely más napszakban.

## Színek
A Nap eredeti fehér színű fénye a levegőmolekulákon, ill. a levegőben található szennyezőanyagok molekuláin szóródik. A rövid hullámhosszú sugarak, akárcsak a zöld vagy a kék színűek, nagyobb mértékben szóródnak, mint a hosszú hullámhosszúak, mint a vörös vagy a narancssárga. Napkeltekor, ill. naplementekor a napsugaraknak vastag levegőrétegen kell áthaladniuk, a zöld és kék sugarak szóródnak, a vörös és a narancssárga pedig dominánssá válik. Azonban ezek a hosszú hullámhosszú sugarak is kisebb mértékben szóródnak, narancs és vörös színt kölcsönözve a környező égboltnak és a felhőknek.
A rövid hullámhosszú sugarak a Rayleigh-szórás következtében vesznek el, mely során ezen sugarak saját hullámhosszuknál kisebb (d<50 nm) szemcséken szóródnak.
A szóródás másik típusa a Mie-féle szóródás, mely során a sugarak a 600 nm-nél nagyobb szemcséken szóródnak. A Mie-féle szóródás nélkül naplementekor csupán a horizont mentén egy keskeny sávban venne fel az égbolt vöröses színárnyalatot, a többi része megmaradna kék, ritkábban zöld színűnek.
A naplemente színei általában sokkal jellegzetesebbek és ragyogóbbak, mint a napkelte színei, este ugyanis a levegő több szennyezőanyagot tartalmaz. Vulkánkitörések esetén a troposzférába kerülő vulkáni hamu a naplemente színeit tompítja, míg azok a kilövellt anyagok, amelyek a sztratoszférába kerülnek, sokkal élénkebbé teszik a naplemente színeit és látványosabbá a jelenséget. Bizonyos esetekben napkelte előtt, ill. napnyugta után látható az égbolton az ún. „zöld villanás” is.

## Az égtájak elnevezései
A magyar nyelvben a kelet és a nyugat elnevezések összefüggésbe hozhatók a Nap mozgásával az égbolton: keleten kel a Nap, míg nyugaton nyugszik. Az egyéb, magyarral nem rokon nyelvek esetében is megfigyelhetők az ilyen típusú elnevezések.

## Bolygók

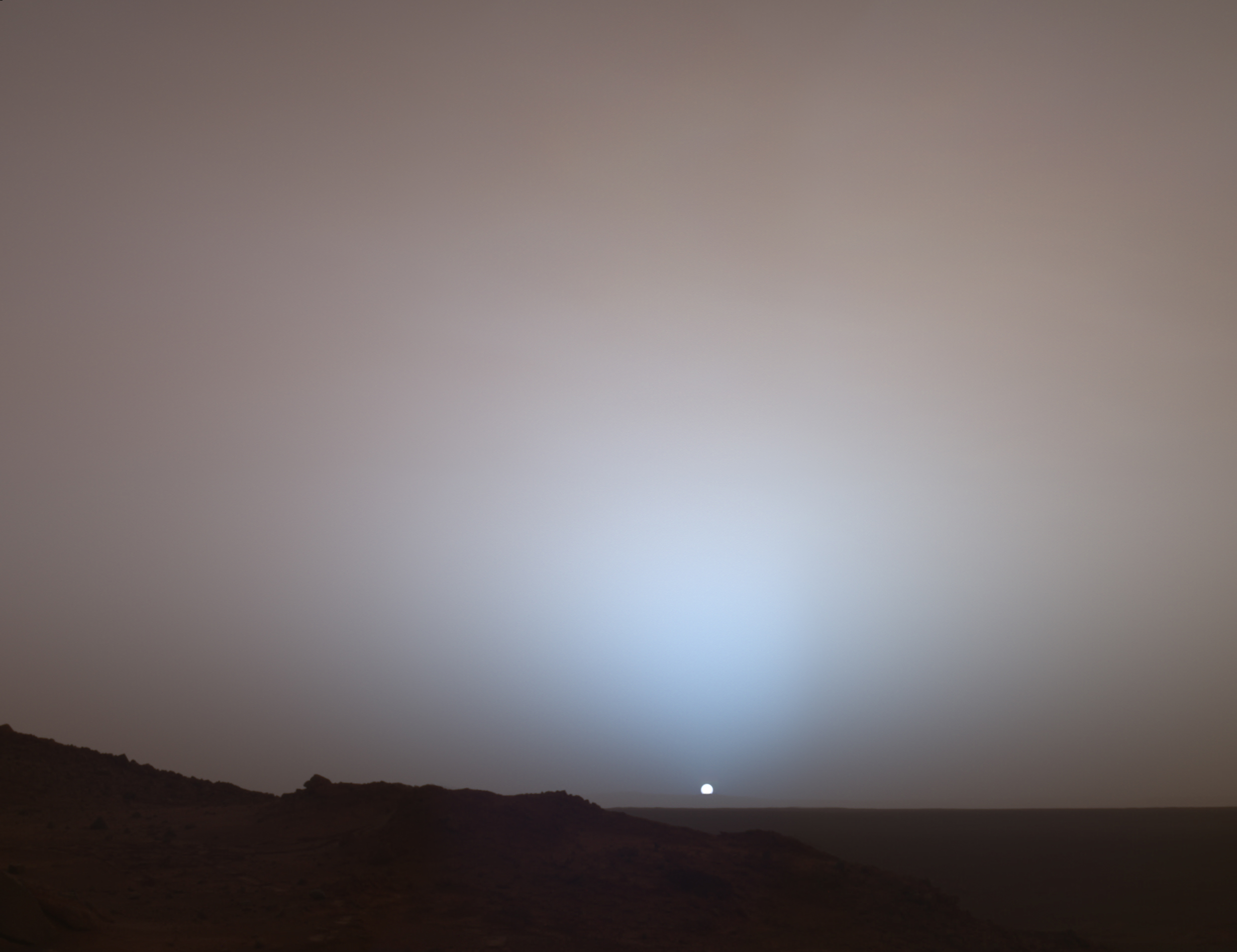
Napnyugta a Marson

A Naprendszer minden bolygójáról különféle naplementéket figyelhetünk meg, köszönhetően a bolygók eltérő távolságának a Naptól és az eltérő légköri viszonyoknak.
A Marson például a lenyugvó Nap látszólagos mérete mintegy kétharmada a Földről láthatónak. A bolygó légköre - hasonlóan a Földéhez - tartalmaz ugyan oxigént és nitrogént is, azonban gyakran telített a marsi szelek által felkorbácsolt homokkal. Egy tanulmány szerint a Marson olyan eset is előfordult, hogy az előre megjósolt teljes besötétedés után a homokszemcséken szóródott fény még órákig tündökölt. Illetve mivel légköre a Földéhez képest jóval vékonyabb, napnyugtakor a napfénynek vékonyabb "légrétegen" is kell áthaladnia, ezáltal kevésbé dominálnak a nagyobb hullámhosszú színek.

## Fordítás
Ez a szócikk részben vagy egészben a Sunset című angol Wikipédia-szócikk fordításán alapul.  Az eredeti cikk szerkesztőit annak laptörténete sorolja fel. Ez a jelzés csupán a megfogalmazás eredetét és a szerzői jogokat jelzi, nem szolgál a cikkben szereplő információk forrásmegjelöléseként.